# Kvalitetskontroll

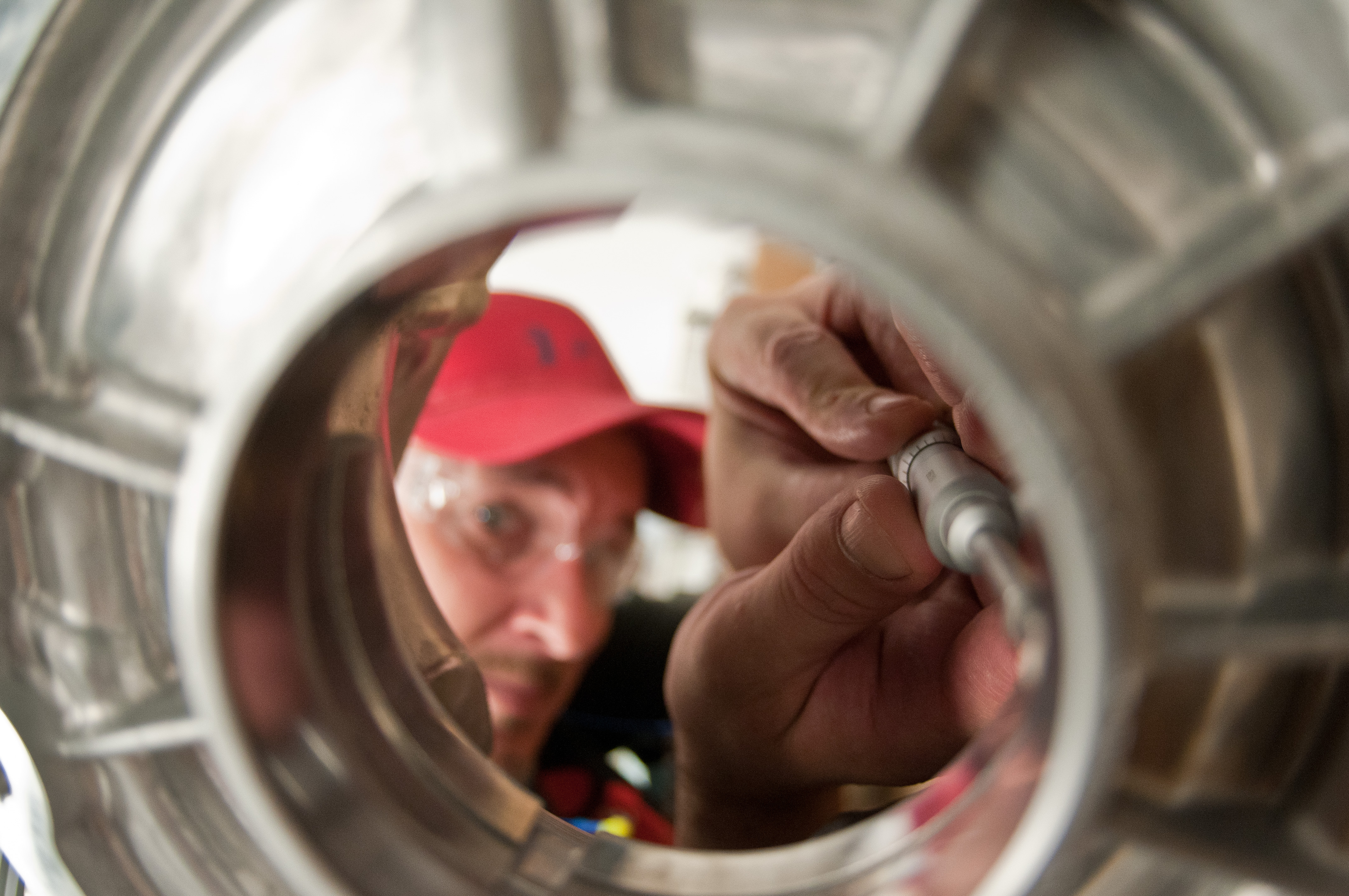
Resultatet från maskinbearbetning mäts med mikrometer.

Kvalitetskontroll (ibland QC, för "Quality Control") är en process som används inom tillverkningsindustrin för att säkerställa att produkter och tjänster uppfyller köparens krav och förväntningar. Man delar upp arbetet strukturerat i de två delarna: tillverkning och kvalitetskontroll. De olika momenten görs antingen helt separat på olika avdelningar eller integrerat i processarbetet. För att avgöra kvaliteten används ofta en serie mätpunkter, där bedömningen sker enligt en binär skala (godkänd/icke godkänd) eller en flergradig skala (till exempel 1-5). Kvalitetskontrollen görs antingen maskinellt (såsom genom en våg som avgör ifall produkten faller inom godkända ramar) eller av människor.
Inom läkemedelstillverkning används exempelvis Good Manufacturing Practice.